# Castillo de Matsumae
El castillo de Matsumae (松前城 Matsumae-jō?) es una fortificación japonesa del siglo XVII en Matsumae, pueblo de la prefectura de Hokkaidō. Se trata del castillo más septentrional del país y es el único de estilo tradicional del período Edo en su prefectura.

## Historia
Matsumae, al sur de la isla de Hokkaidō, fue el límite norte de Japón durante el período Edo; bajo estas condiciones prosperó el comercio marítimo con la protección de una guarnición en el castillo local. Esta fortaleza fue construida en 1606 por el entonces líder del clan Matsumae, Keisuke Matsumae, y fue conocida entonces como Fukuyama. En tanto que sirvió punto base para la extracción de los recursos naturales de la región, a finales de la era Edo fue equipado de cañones para contrarrestar a los barcos extranjeros. En 1637 los edificios se quemaron y fueron reconstruidos dos años más tarde.
En 1849, el gobierno de Tokugawa ordenó a Matsumae Takahiro que construyera un castillo al uso para incrementar las defensas de la zona, que finalmente se completó en 1854. Su ubicación estratégica le permitió el control del paso entre Hokkaidō y Honshu. Ya que en ese momento la familia Matsumae no contaba con los fondos necesarios para levantar un nuevo castillo en el monte Hakodate, el lugar que se recomendó, decidieron fortificar la casa de Matsumae Takahiro en Fukuyama. Durante la Guerra Boshin en 1868, las fuerzas del Shinsengumi, que apoyaban al shogunato Tokugawa, tomaron el control del fuerte Goryōkaku en Hakodate y también atacaron y derrotaron al castillo de Matsumae. Al año siguiente se rindieron ante el ejército imperial y en 1875 la fortaleza fue abandonada, además de que se derrumbaron varias torres.
En 1941 fue designado como Tesoro Nacional de Japón, pero sufrió un incendio en 1949 que redujo a cenizas casi todas las construcciones, excepto la puerta principal. En la actualidad, el edificio es una reconstrucción de hormigón de 1960 que alberga un museo municipal, donde se exhiben distintos artefactos del clan Matsumae así como del pueblo ainu. Está listado como uno de los «100 notables castillos de Japón».

## Entorno y festivales

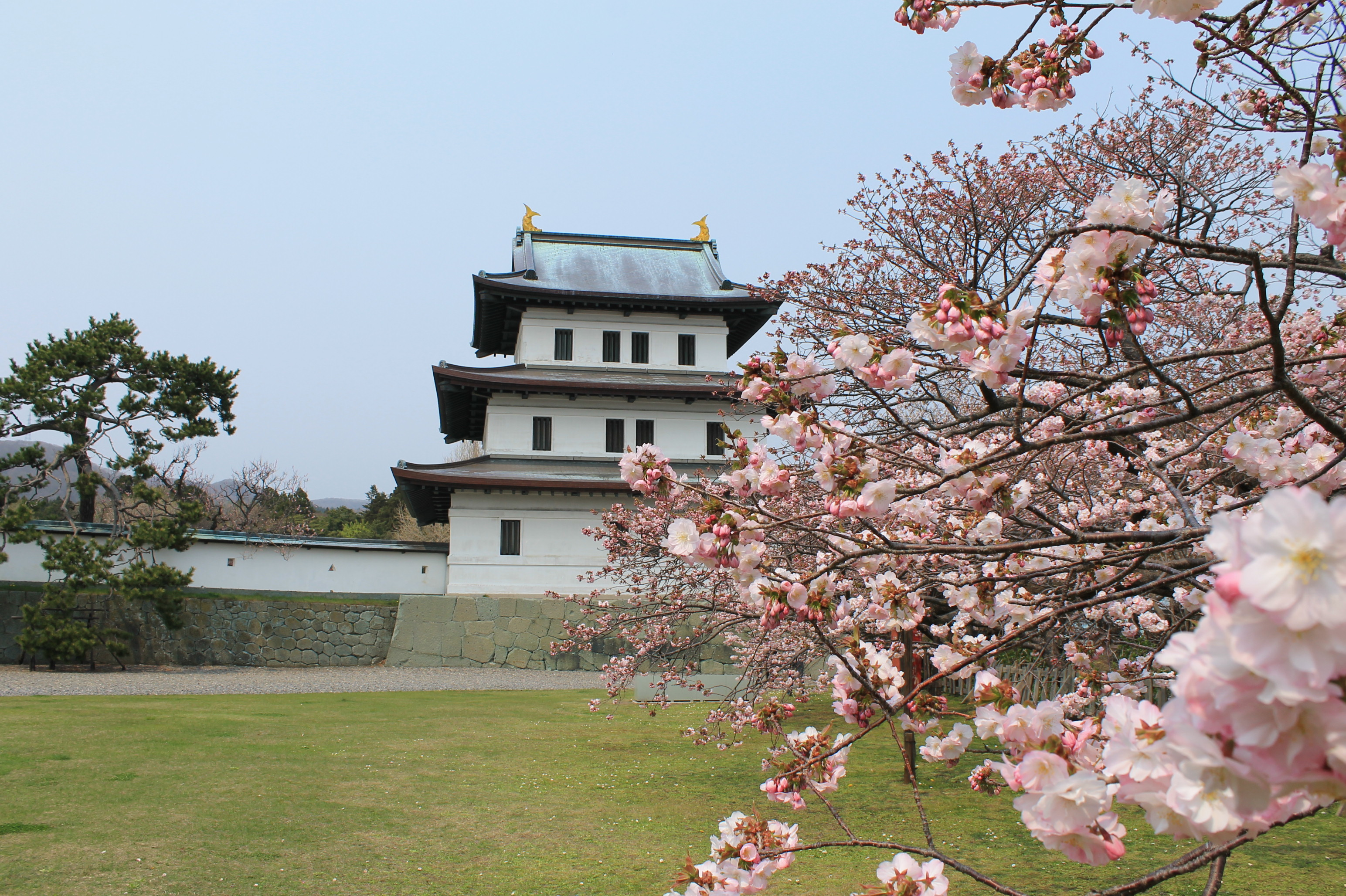
Cerezo en flor junto a la torre.

Los terrenos del castillo albergan varios templos budistas, así como el parque Matsumae, que acoge más de 10 000 cerezos de 250 variedades diferentes. Tal variedad ha situado al área entre los primeros puntos de la isla para observar la floración de los cerezos y se encuentra en una lista de los cien mejores lugares para contemplar este fenómeno. Al norte de la torre principal se ubica el museo Sakura, que conserva fotografías, información y ejemplares de distintas flores de cerezo. El período de floración es inusualmente largo dada la cantidad de tipos de árboles, entre abril y mayo, y durante estos meses se celebra un festival en las tierras del castillo, donde se colocan puestos de comida y eventos varios.